# Moleculaire gastronomie
Moleculaire gastronomie (ook bekend onder Moleculair koken of Moleculaire keuken) is het toepassen van wetenschap op de bereidingswijze in de keuken. De term is uitgevonden door de Hongaar Nicholas Kurti (1908-1998) tijdens een uiteenzetting in 1969, en onder grotere belangstelling gebracht in 1988 door zijn medewerker Hervé This. Het begrip is vooral in het begin van de 21e eeuw uitgegroeid tot een hype in de culinaire wereld. De Spaanse chef Ferran Adrià van restaurant El Bulli en Heston Blumenthal in Londen van restaurant The Fat Duck waren de grote aanvoerders, met volgelingen over heel de wereld. In Nederland is Moshik Roth van 't Brouwerskolkje een exponent van deze kookstijl. Kok Eke Mariën en de fysisch chemicus Jan Groenewold hebben door middel van lezingen en workshops bekendheid gegeven aan moleculair koken.

## Voorbeelden
De klassieke keuken is gebaseerd op enerzijds de ervaring van generaties koks met de bereiding van voedsel en anderzijds de traditie die in stand wordt gehouden door koksopleidingen en kookboeken. De opvattingen in de klassieke keuken hoeven niet altijd correct te zijn. Een voorbeeld is de misvatting dat je door dichtschroeien sappen in een stuk vlees kunt vasthouden. Dit idee werd al geuit door Aristoteles en later wetenschappelijk beredeneerd door Justus von Liebig (1803-1873). Het dichtgeschroeide vlees is echter niet minder vochtdoorlatend dan het vlees al was. Bovendien wordt door het samentrekken van de eiwitten in het vlees juist vocht naar buiten geperst.
In de moleculaire gastronomie wordt gezocht naar de processen die zich bij het bereiden van vlees afspelen, en de omstandigheden waarbij ze plaatsvinden.
Zo bestaat het spierweefsel in vlees uit eiwitten die bij temperaturen boven 60°C denatureren en korrelig worden, en geen sappen meer vast kunnen houden. De kerntemperatuur van een mooie roze biefstuk mag daarom niet boven die 60°C uitkomen. Het bindweefsel in vlees wordt echter pas zacht bij temperaturen boven 90°C. Pas dan wordt het stijve collageen omgezet in het zachte gelatine. En de Maillardreactie die voor een smakelijke bruine korst zorgt, vindt pas plaats boven 140°C.
Die kennis wordt bij het moleculaire koken gebruikt om voor elke vleessoort de juiste bereidingswijze te kiezen. Biefstuk, dat rijk is aan spierweefsel en arm aan bindweefsel, moet bij lage temperatuur bereid worden. Dat kan door het te vacumeren en zeer lang (drie dagen) in een waterbad op 50°C te verwarmen. Enzymen in het vlees zijn dan in staat om de lange eiwitketens in kortere ketens te splitsen, wat de malsheid van het vlees ten goede komt. Daarna kan het vlees kort gebraden worden om een bruine korst te laten ontstaan. Een andere mogelijkheid is het gebruik van eiwitsplitsende enzymen (protease) in een marinade van gemalen kiwi.

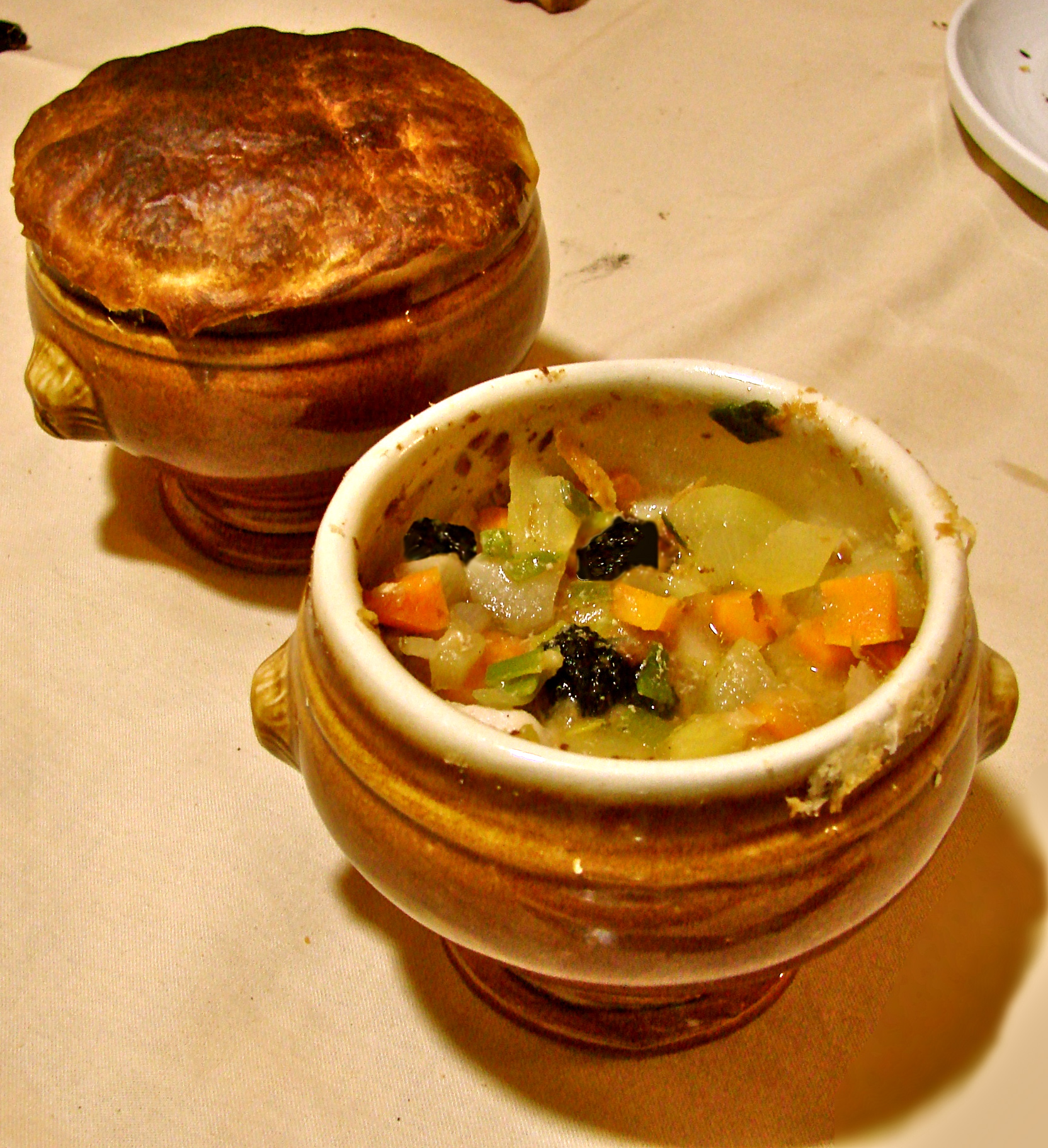
Soupe aux truffes noires VGE of soupe Élysée

Naast het gedrag van eiwitten in verschillende omstandigheden, kan ook gekeken worden naar de combinaties van water, vet, vaste stof, en gas in allerlei gerechten. Zo zijn mayonaise, slagroom, hollandaisesaus, enz. op te vatten als vet-in-water-emulsies, en boter als een water-in-olie-emulsie. Bij schuimen is lucht gevangen in een vloeistof. In de moleculaire keuken worden met een slagroomapparaat (kidde) verrassende schuimen gemaakt.
In de traditionele keuken komen bepaalde emulsies weinig voor, zoals nevels (vloeistof in gas). De Soupe aux truffes noires VGE of soupe Élysée die Paul Bocuse in 1975 aan Valéry Giscard d'Estaing voorzette was, mogelijk onbewust, een voorbeeld. Onder een dekseltje van bladerdeeg op een kommetje truffelsoep vormt zich in de oven een geurige damp, die vrijkomt als aan tafel het gare dekseltje opengemaakt wordt. In de moleculaire keuken kunnen dergelijke nevels ook afkomstig zijn uit een spuitbusje met essence.
Een steeds sneller aangroeiend gamma van emulgeermiddelen en verdikkingsmiddelen worden gebruikt om warme en koude, vaste of vloeibare geleien, warme en koude heel lichte "aire" of eerder vaste "espuma" schuimpjes te bereiden, zowel voor zoete als hartige smaken.
Producten uit andere takken van de voedingsnijverheid zoals uit snoepfabrieken en vleesverwerkende bedrijven worden moeiteloos geïntegreerd in de moderne gastronomie, zo zijn er ook bereidingen met methylcellulose in plaats van eiwit, met enzymen die producten aan elkaar kleven, en het ook sterk opkomend gebruik van vloeibare stikstof om bijvoorbeeld nitro - méringue en fijne ijskoude poeders ook wel bijvoorbeeld passievruchtencocaïne genoemd te kunnen bereiden.